# Акмаріу
Акмаріу (рум. Acmariu) — село у повіті Алба в Румунії. Входить до складу комуни Бландіана.
Село розташоване на відстані 273 км на північний захід від Бухареста, 20 км на південний захід від Алба-Юлії, 92 км на південь від Клуж-Напоки.

## Населення
За даними перепису населення 2002 року у селі проживали 444 особи, усі — румуни. Усі жителі села рідною мовою назвали румунську.